# Dichaetomyia acrostichalis
Dichaetomyia acrostichalis este o specie de muște din genul Dichaetomyia, familia Muscidae. A fost descrisă pentru prima dată de Fritz Isidore van Emden în anul 1965.
Este endemică în Sri Lanka. Conform Catalogue of Life specia Dichaetomyia acrostichalis nu are subspecii cunoscute.